# Религия в Антигуа и Барбуде

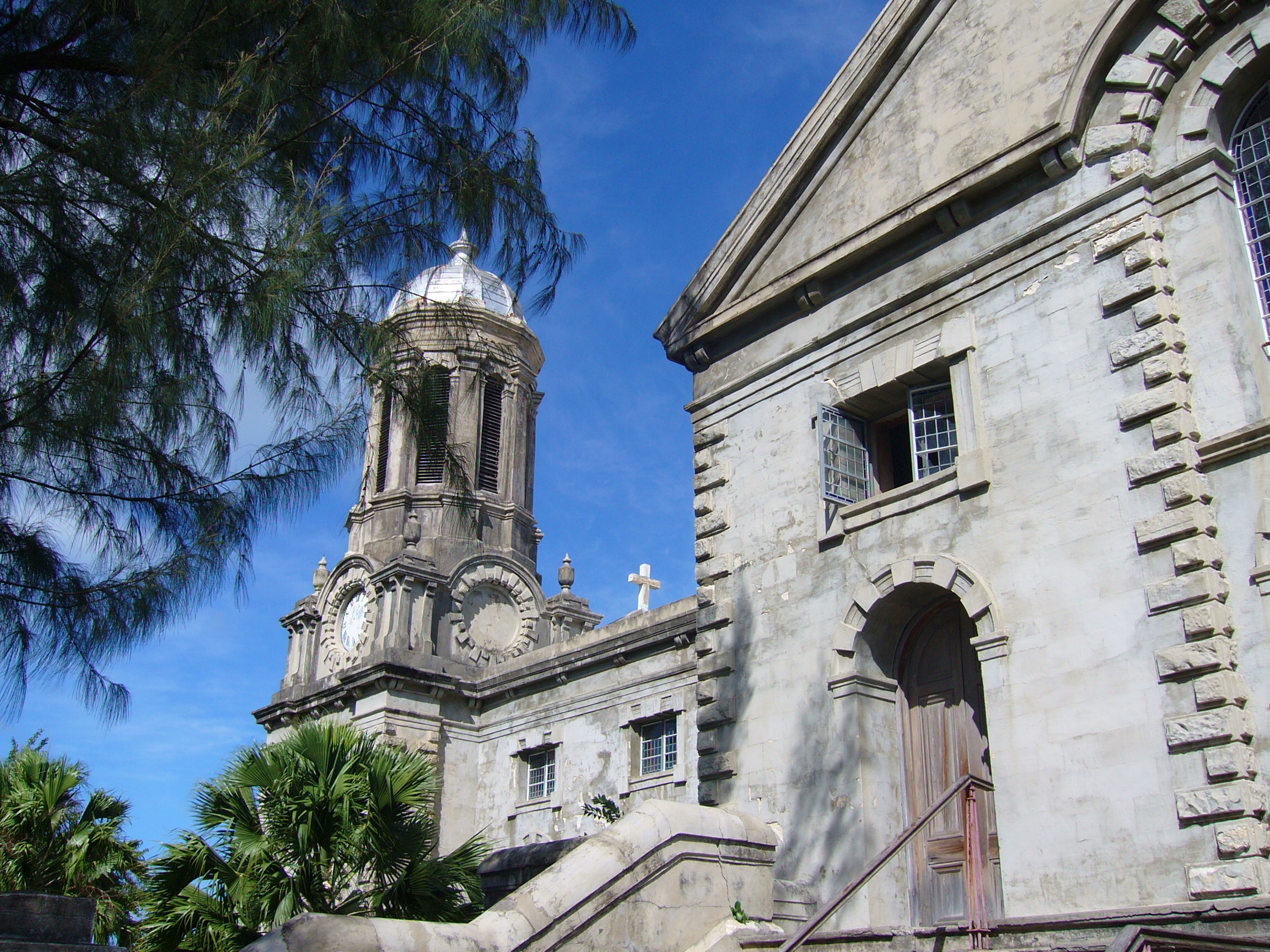
Собор Святого Иоанна в Сент-Джонсе

Религия в Антигуа и Барбуде — совокупность религиозных верований, присущих народам Антигуа и Барбуды. Большинство населения страны — христиане. В стране в целом поддерживается свобода вероисповедания, хотя растафарианцы сталкиваются с некоторыми препятствиями для религиозной практики.

## Демография
Согласно переписи населения 2001 года, 74 % населения Антигуа и Барбуды — христиане. Англиканская церковь — крупнейшая религиозная конфессия, на которую, по оценкам, приходится 26 % населения. На католическую, пятидесятническую, моравскую, методистскую и адвентистскую церкви приходится менее 10 % (Объединённая евангелическая ассоциация утверждает, что на эти церкви приходится примерно 25 % населения). Число Свидетелей Иеговы превышает 1000 членов.
Общее количество людей, не исповедующих христианство, небольшое; в их число входят примерно от 1000 до 1500 растафарианцев, более 200 мусульман, почти 200 индуистов, около 30 евреев и примерно 50 членов веры бахаи. На островах существует более 4000 атеистов, включая людей, которые не исповедуют никакую религию.
По состоянию на конец 2007 года членами Церкви Иисуса Христа Святых последних дней являлись 161 человека.

## Религиозная свобода
Конституция Антигуа и Барбуды устанавливает свободу вероисповедания в стране. Представителям духовенства не разрешается баллотироваться на политические посты.
Представители растафарианства жаловались, что правовые ограничения, такие как криминализация каннабиса и политика обязательной вакцинации, противоречат их религиозным убеждениям, хотя, как сообщается, правительство также работает с этим движением для достижения компромисса по этим вопросам.
По данным Государственного департамента США, по состоянию на 2017 год сообщений о серьёзных нарушениях со стороны общества или злоупотреблениях свободой религии на Антигуа и Барбуде не поступало.